# Barbara Boehme
Barbara Boehme (* 15. Oktober 1918 in Zehlendorf; † 10. Juli 2003 in Hannover) war eine deutsche Wohltäterin.

## Leben

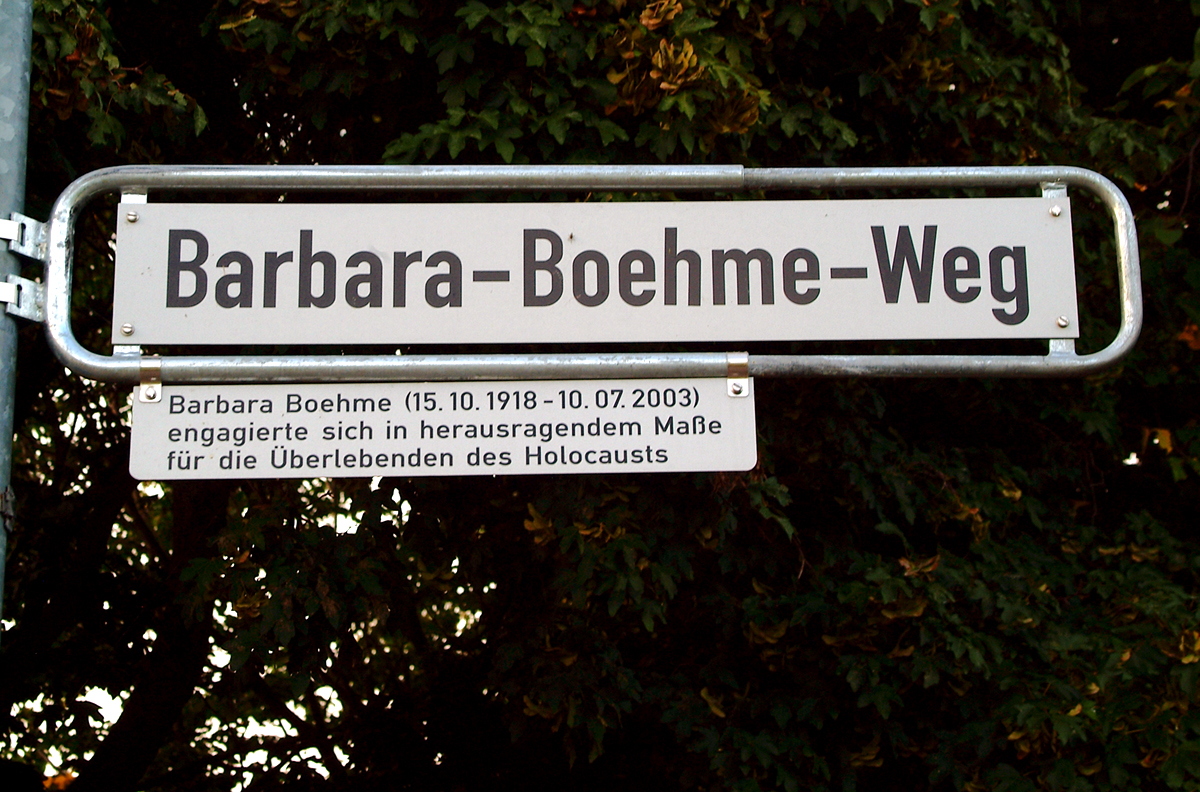
Der Barbara-Boehme-Weg mit Legendentafel in Bemerode

„Barbara Boehme … engagierte sich in herausragendem Maß ehrenamtlich für die Überlebenden aus Konzentrationslagern und andere Opfer des Faschismus. Besonders lagen ihr dabei die sogenannten „displaced persons“ am Herzen, die nach der Entlassung aus Konzentrationslagern oder Kriegsgefangenschaft durch die Kriegswirren und Greueltaten der Nationalsozialisten ihre Heimat verloren hatten. Frau Boehme arbeitete dabei eng mit der Sue Ryder-Stiftung für „vergessene Alliierte“ zusammen, was dazu beitrug, Hannover in Großbritannien und Polen in guten Ruf zu bringen.“

## Ehrungen
- Für ihr besonderes Engagement wurde Barbara Boehme 1991 die Stadtplakette Hannover verliehen.[1]
- Der Barbara-Boehme-Weg in Bemerode wurde nach der Wohltäterin benannt.[2]